# لويد بيرس
لويد بيرس (بالإنجليزية: Lloyd Pierce)‏ هو مدرب كرة سلة أمريكي، ولد في 11 مايو 1976 في سان خوسيه في الولايات المتحدة.

## روابط خارجية
- لويد بيرس على موقع كلية كرة السلة في سبورتس رفرنس.كوم (الإنجليزية)
- لويد بيرس على موقع سبورتس رفرنس (الإنجليزية)